# Nejc Gradišar
Nejc Gradišar (Lubiana, 6 agosto 2002) è un calciatore sloveno, attaccante dell'Al-Ahly e della nazionale Under-21 slovena.

## Carriera

### Nazionale
Ha esordito con la nazionale slovena il 20 gennaio 2024, nell'amichevole vinta per 0-1 contro gli Stati Uniti, segnando la rete decisiva per la vittoria.

## Statistiche

### Presenze e reti nei club
Statistiche aggiornate al 24 giugno 2025.
| Stagione        | Squadra         | Campionato      | Campionato | Campionato | Coppe nazionali | Coppe nazionali | Coppe nazionali | Coppe continentali | Coppe continentali | Coppe continentali | Altre coppe  | Altre coppe | Altre coppe | Totale | Totale |
| Stagione        | Squadra         | Comp            | Pres       | Reti       | Comp            | Pres            | Reti            | Comp               | Pres               | Reti               | Comp         | Pres        | Reti        | Pres   | Reti   |
| --------------- | --------------- | --------------- | ---------- | ---------- | --------------- | --------------- | --------------- | ------------------ | ------------------ | ------------------ | ------------ | ----------- | ----------- | ------ | ------ |
| lug. 2020       | Bravo           | 1.SNL           | 1          | 0          | CS              | -               | -               | -                  | -                  | -                  | -            | -           | -           | 1      | 0      |
| 2020-2021       | Bravo           | 1.SNL           | 0          | 0          | CS              | 0               | 0               | -                  | -                  | -                  | -            | -           | -           | 0      | 0      |
| Totale Bravo    | Totale Bravo    | Totale Bravo    | 1          | 0          |                 | 0               | 0               |                    | -                  | -                  |              | -           | -           | 1      | 0      |
| ago.-dic. 2021  | Brežice         | 2.SNL           | 15         | 7          | -               | -               | -               | -                  | -                  | -                  | -            | -           | -           | 15     | 7      |
| feb.-giu. 2022  | Rogaška         | 2.SNL           | 12         | 4          | -               | -               | -               | -                  | -                  | -                  | -            | -           | -           | 12     | 4      |
| 2022-2023       | Rogaška         | 2.SNL           | 28         | 12         | CS              | 4               | 3               | -                  | -                  | -                  | -            | -           | -           | 32     | 15     |
| 2023-feb. 2024  | Rogaška         | 1.SNL           | 14         | 7          | CS              | 1               | 1               | -                  | -                  | -                  | -            | -           | -           | 15     | 8      |
| Totale Rogaška  | Totale Rogaška  | Totale Rogaška  | 54         | 23         |                 | 5               | 4               |                    | -                  | -                  |              | -           | -           | 59     | 27     |
| feb.-giu. 2024  | Fehérvár        | NBI             | 14         | 1          | MK              | -               | -               | -                  | -                  | -                  | -            | -           | -           | 14     | 1      |
| 2024-gen. 2025  | Fehérvár        | NBI             | 17         | 7          | MK              | 2               | 1               | UECL               | 3                  | 0                  | -            | -           | -           | 22     | 8      |
| Totale Fehérvár | Totale Fehérvár | Totale Fehérvár | 31         | 8          |                 | 2               | 1               |                    | 3                  | 0                  |              | -           | -           | 36     | 9      |
| gen.-giu. 2025  | Al-Ahly         | PL              | 8+6        | 4+1        | CE+CdL          | 0               | 0               | CCL                | 4                  | 0                  | SE+SA+CI+Cmc | 0+0+0+3     | 0           | 21     | 5      |
| Totale carriera | Totale carriera | Totale carriera | 115        | 43         |                 | 7               | 5               |                    | 7                  | 0                  |              | 3           | 0           | 132    | 48     |

### Cronologia presenze e reti in nazionale
| Cronologia completa delle presenze e delle reti in nazionale ― Slovenia | Cronologia completa delle presenze e delle reti in nazionale ― Slovenia | Cronologia completa delle presenze e delle reti in nazionale ― Slovenia | Cronologia completa delle presenze e delle reti in nazionale ― Slovenia | Cronologia completa delle presenze e delle reti in nazionale ― Slovenia | Cronologia completa delle presenze e delle reti in nazionale ― Slovenia | Cronologia completa delle presenze e delle reti in nazionale ― Slovenia | Cronologia completa delle presenze e delle reti in nazionale ― Slovenia |
| Data                                                                    | Città                                                                   | In casa                                                                 | Risultato                                                               | Ospiti                                                                  | Competizione                                                            | Reti                                                                    | Note                                                                    |
| ----------------------------------------------------------------------- | ----------------------------------------------------------------------- | ----------------------------------------------------------------------- | ----------------------------------------------------------------------- | ----------------------------------------------------------------------- | ----------------------------------------------------------------------- | ----------------------------------------------------------------------- | ----------------------------------------------------------------------- |
| 20-1-2024                                                               | San Antonio                                                             | Stati Uniti                                                             | 0 – 1                                                                   | Slovenia                                                                | Amichevole                                                              | 1                                                                       | 65’                                                                     |
| Totale                                                                  |                                                                         | Presenze                                                                | 1                                                                       |                                                                         | Reti                                                                    | 1                                                                       |                                                                         |

## Palmarès

### Club

#### Competizioni nazionali
- Druga slovenska nogometna liga: 1

Rogaška: 2022-2023
- Campionato egiziano: 1

Al-Ahly: 2024-2025